# ロブ・ディレイニー
ロブ・ディレイニー（Rob Delaney, 1977年1月19日 - ）は、アメリカ合衆国のコメディアン、俳優。

## 略歴
1977年にマサチューセッツ州ボストンでアイルランド系の家庭に生まれ、同州マーブルヘッドで育つ。
ニューヨーク大学ティッシュ芸術部を卒業し、ミュージカル・シアターの学位を取得する。その後、会社勤めをしていたが、2002年の深刻な自動車事故をきっかけに、情熱を傾けていたコメディに専念するようになり、その後、何年もスタンダップ・コメディやお笑いグループで下積みを重ね、何本かの映画にも出演する。
2009年からTwitterを始め、その大胆不敵なウィットでフォロワーが増えると、スタンダップ・コメディアンとしてのキャリアも開花する。2012年にはコメディ・セントラルによるザ・コメディ賞で「Funniest Person on Twitter（Twitterで最も面白い人）」に選ばれる。
その後はスタンダップ・コメディアンとして世界ツアーを続ける一方、テレビのコメディ番組に出演する。また俳優としてテレビドラマや映画にも出演している。

## 私生活
妻子とロンドンで暮らしている。
妻レアとの間に4人の子をもうけているが、そのうちの1人ヘンリーは2018年1月に2歳で癌で亡くなっており、4人目の子は同年8月に生まれている。
2010年10月に雑誌「VICE」に自ら寄稿した記事において、深刻なうつ病やアルコール依存症など様々な問題を抱えていた経験を公にしている。

## 主な出演作品

### 映画
- Wild Girls Gone (2007)
- ライフ・アフター・ベス Life After Beth (2014)
- デッドプール2 Deadpool 2 (2018)
- ワイルド・スピード/スーパーコンボ Fast & Furious Presents: Hobbs & Shaw (2019)
- スキャンダル Bombshell (2019)
- トムとジェリー Tom and Jerry (2021)
- キャッシュトラック Wrath of Man (2021)
- ロン 僕のポンコツ・ボット Ron's Gone Wrong (2021) ※アニメーション映画、声の出演
- ホーム・スイート・ホーム・アローン Home Sweet Home Alone (2021)
- ザ・バブル The Bubble (2022)
- スクール・フォー・グッド・アンド・イービル The School for Good and Evil (2022)
- ミッション:インポッシブル/デッドレコニング PART ONE Mission: Impossible: Dead Reckoning Part One (2023)
- カレとカノジョの確率 Love at First Sight (2023)
- ARGYLLE/アーガイル Argylle  (2024)
- デッドプール&ウルヴァリン Deadpool & Wolverine (2024)

### テレビシリーズ
- バーニング・ラブ3 賞金王は誰だ Burning Love (2013) ※第3シーズンの3エピソードにゲスト出演
- 地球に落ちて来た男 The Man Who Fell to Earth (2022)
- ブラック・ミラー Black Mirror (2023) ※第6シーズン
- インビンシブル 〜無敵のヒーロー〜 Invincible (2023) ※第2シーズン、声の出演
- Bad Monkey (TBA)

## 著作
- Delaney, Rob (2013) (英語). Rob Delaney: Mother. Wife. Sister. Human. Warrior. Falcon. Yardstick. Turban. Cabbage.. Spiegel & Grau. ISBN 9780812993080